# La via della fame
La via della fame (The Famished Road) è un romanzo di Ben Okri del 1991. Il romanzo è stato premiato con il Booker Prize.
Il libro narra di Azaro, un abiku o "bambino spirito", che vive in una città presumibilmente in Nigeria. Il romanzo usa una narrativa che incorpora il mondo spirituale con quello reale, in quello che è stato categorizzato come realismo magico. Altri l'hanno etichettato come "realismo animista". Altri ancora hanno considerato il romanzo come facente parte della narrativa fantasy. Il libro sfrutta la credenza nella coesistenza del mondo spirituale e di quello materiale, uno degli aspetti caratterizzanti la vita tradizionale africana.

## Impatto culturale
Il romanzo è stato fonte di ispirazione per il testo del singolo "Street Spirit (Fade Out)" dei Radiohead.

## Edizioni
- Ben Okri, La via della fame, Bompiani, 2000,  p. 509, ISBN 88-452-4486-5.